# Nazionale maschile di calcio della Tunisia
La nazionale di calcio della Tunisia, i cui giocatori sono soprannominati Aquile di Cartagine, è la selezione maggiore maschile calcistica nazionale della Tunisia ed è posta sotto l'egida della Fédération Tunisienne de Football.
È una delle nazionali di calcio africane più quotate. Nella sua bacheca figurano la Coppa d'Africa 2004, il campionato delle nazioni africane 2011 e la Coppa araba 1963. La squadra si è qualificata per sei volte alla fase finale del campionato del mondo, chiudendo sempre con l'eliminazione al primo turno.
Nella graduatoria mondiale della FIFA, in vigore da agosto 1993, il miglior posizionamento della Tunisia è stato il 13º posto di aprile 2018, mentre il peggiore è stato il 65º posto di luglio 2010. Occupa il 28º posto della graduatoria.

## Storia

### Albori (1928-1956)

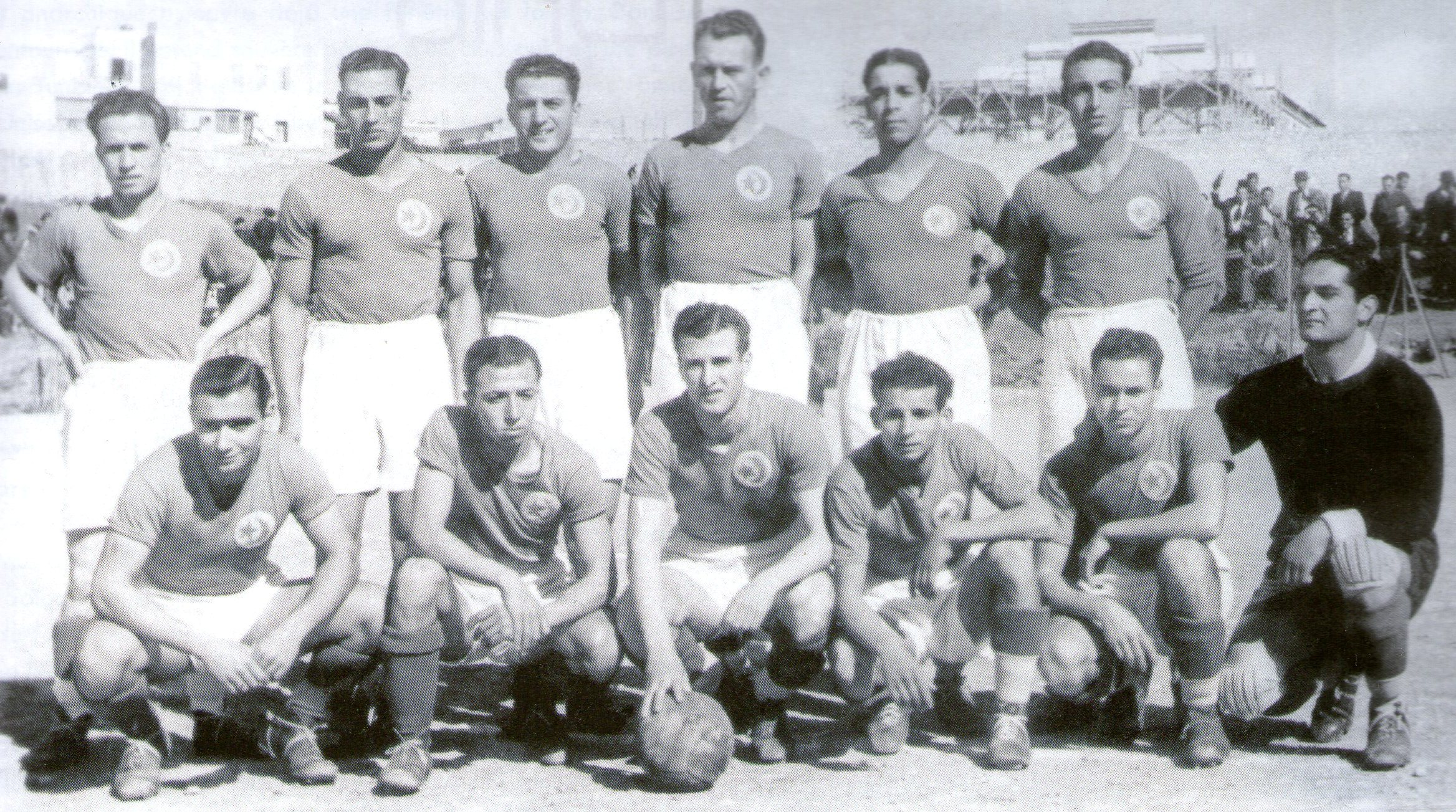
La selezione tunisina nel 1939

Prima dell'indipendenza del paese, nel 1928 fu costituita una selezione che raggruppava i migliori giocatori tunisini militanti nel campionato locale. Affrontò la Francia B, che vinse per 3-2. Il 23 marzo 1930 la Tunisia affrontò nuovamente la Francia B e perse per 5-0. Un nuovo incontro tra le due squadre si giocò il 26 marzo 1933 e si concluse con il successo della Francia B per 6-1.
Nel 1939 la Tunisia colse la sua prima vittoria (4-1) contro una selezione amatoriale parigina.
Tra i calciatori più presenti nella selezione tunisina di quel periodo vi erano Gustave Ducousso (Union sportive béjaoise) con 22 presenze, Gaetano Chiarenza (Club Sportif de Hammam Lif) con 21, Azzopardi (Union sportive béjaoise) con 19 e Larbi Ben Hassine, alias Larbi Bardo (Espérance Sportive de Tunis), e Rachid Sehili (Étoile Sportive du Sahel) con 16.

### Primi anni della nazionale (1956-1962)
La Tunisia ottenne l'indipendenza dalla Francia il 20 marzo 1956. La federcalcio tunisina fu fondata il 29 marzo 1957 e si affiliò alla FIFA e alla CAF nel 1960.
La nazionale tunisina esordì contro l'Algeria il 1º giugno 1957, in piena guerra d'Algeria. Prevalsero gli algerini per 2-1. Tre anni dopo, il 24 luglio 1960, la Tunisia andò incontro alla sconfitta più larga della propria storia, contro l'Ungheria (10-1). Il 18 agosto 1960 la Tunisia affrontò Taiwan e vinse per 8-1.

### Epoca d'oro (1962-1978)
La Tunisia fece il proprio debutto nelle eliminatorie della Coppa d'Africa in vista dell'edizione del 1962, dove si classificò terza. Nel 1963 partecipò, in Libano, alla prima edizione della Coppa araba, che vinse grazie a 4 successi in altrettante partite.
Organizzò la Coppa d'Africa 1965, dove arrivò a disputare la finale contro il Ghana. I ghanesi passarono in vantaggio con Frank Odoi, cui rispose per i tunisini Abdelmajid Chetali. Tahar Chaïbi portò poi in vantaggio i tunisini, ma al 79º minuto di gioco i ghanesi riequilibrarono il punteggio con Osei Kofi. Con un gol segnato da Odoi al 6° dei supplementari il Ghana si aggiudicò la vittoria e il trofeo.

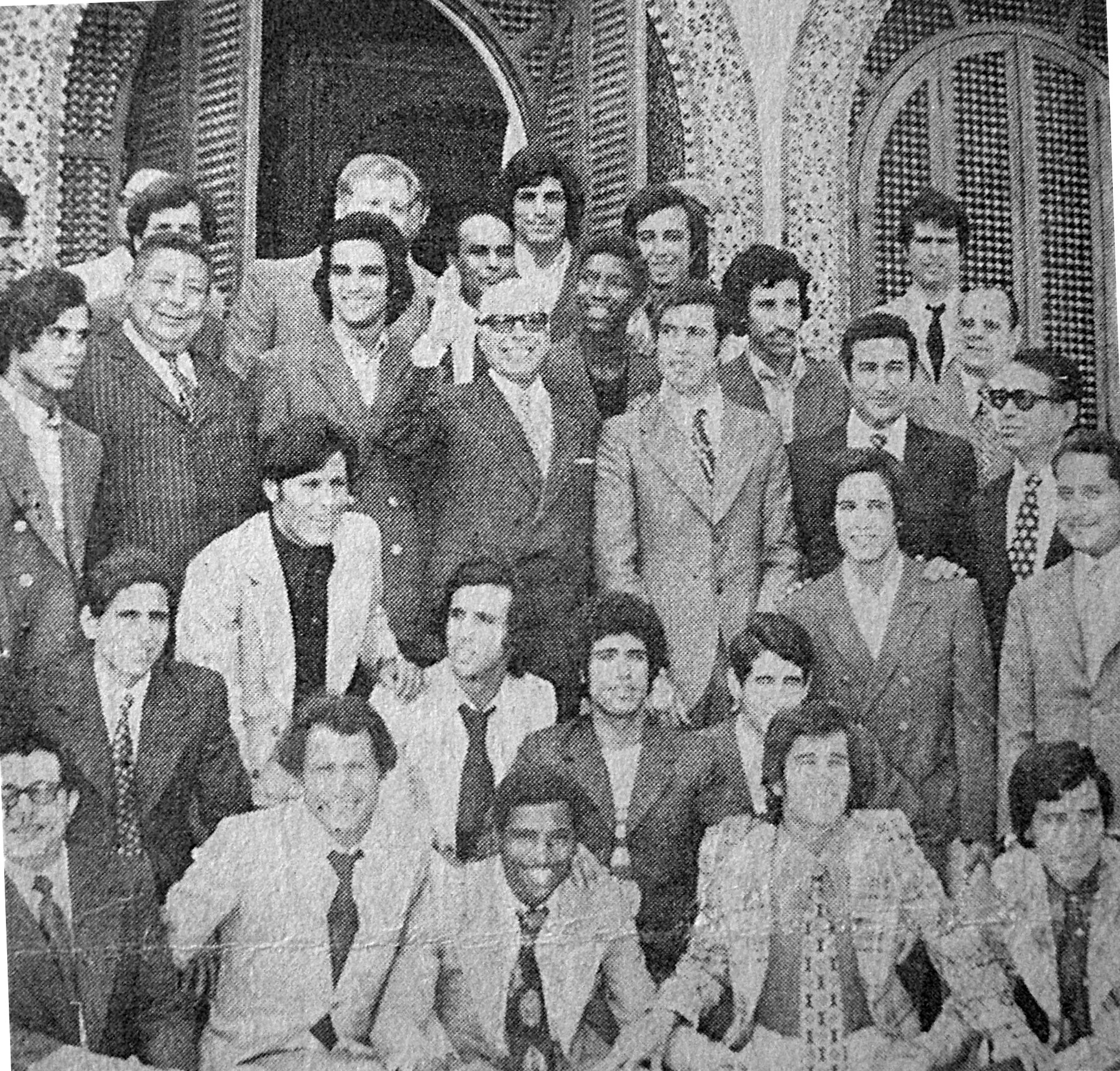
Habib Bourguiba, Presidente della Repubblica, tra i giocatori che vinsero la Coppa di Palestina 1973

La Tunisia non prese parte alle qualificazioni per la Coppa d'Africa 1970, 1972 e 1974.
Nel 1973 vinse la Coppa di Palestina trascinata da Mohieddine Habita, soprannominato "il Pelé arabo" (6 gol nel torneo), da Mohamed Ali Akid (6 gol) ed Ezzedine Chakroun (5 gol). La squadra ottenne 6 vittorie in 6 partite, realizzando 19 gol e subendone solo 3.
Nel 1975, dopo aver eliminato nel turno preliminare la Libia e l'Algeria nel primo turno, fu eliminata nel secondo e ultimo turno delle qualificazioni alla Coppa d'Africa 1976 dal Sudan per la regola dei gol fuori casa.
Nel 1977, guidata dal commissario tecnico Abdelmajid Chetali, la Tunisia si qualificò per la Coppa d'Africa 1978 e per la prima volta per la coppa del mondo eliminando Egitto e Nigeria.
Nel primo turno della Coppa d'Africa 1978 eliminò i detentori del titolo del Marocco e si fermò in semifinale di fronte al Ghana, sua "bestia nera". Nella finale per il terzo posto si portò in vantaggio contro la Nigeria grazie ad un gol di Mohamed Ali Akid, ma fu raggiunta sul pareggio al 42º minuto. I tunisini contestarono la decisione dell'arbitro di convalidare il gol avversario e abbandonarono per protesta il terreno di gioco, rimediando una sconfitta per 2-0 a tavolino.
Ad Argentina 1978 la nazionale tunisina, sconfiggendo all'esordio il Messico per 3-1, entrò nella storia come la prima nazionale africana a vincere una partita di un mondiale. Sempre in quel torneo i tunisini, guidati dalla stella Tarak Dhiab, imposero alla Germania Ovest campione in carica un pareggio senza reti, anche se questo non bastò per superare la prima fase, vista la sconfitta (1-0) nella gara successiva contro la Polonia.
Ci vollero altri vent'anni prima che la squadra si qualificasse per tre mondiali consecutivi (1998, 2002 e 2006).

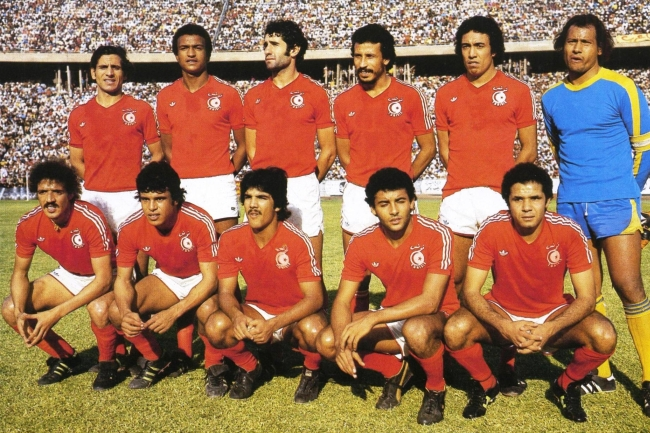
La nazionale tunisina nel 1978

### Crisi (1978-1994)
Dopo l'esordio in coppa del mondo la Tunisia conobbe un quindicennio di magri risultati, non riuscendo a qualificarsi per la Coppa d'Africa 1980, 1984, 1986, 1988, 1990 e 1992 e mancando la qualificazione alla fase finale della coppa del mondo dal 1978 al 1998.
Nel 1994 la Tunisia ospitò la Coppa d'Africa. Perse all'esordio contro il Mali e pareggiò il secondo incontro che la oppose allo Zaire. Terminò il girone all'ultimo posto e fu dunque eliminata.

### Ripresa (1996-2002)
Dopo il torneo arrivò sulla panchina delle Aquile di Cartagine il polacco Henryk Kasperczak, che qualificò la squadra per la Coppa d'Africa 1996. Grazie ad una nuova generazione di talenti, la nazionale tunisina si classificò seconda nel girone della fase finale ed ebbe accesso ai quarti di finale, dove eliminò il Gabon. In semifinale batté lo Zambia e in finale trovò i padroni di casa del Sudafrica. Per i tunisini la prima finale disputata dopo 31 anni si concluse con una sconfitta per 2-0.
Kasperczak rimase in sella e guidò i tunisini alla qualificazione alla Coppa d'Africa 1998, dove i tunisini furono eliminati ai quarti di finale dal Burkina Faso, paese organizzatore, e alla qualificazione al campionato del mondo 1998 in Francia, dove la Tunisia uscì al primo turno dopo due sconfitte (2-0 contro l'Inghilterra e 1-0 contro la Colombia e un pareggio (1-1 contro la Romania).
Nella Coppa d'Africa 2000 la Tunisia tornò su ottimi livelli, uscendo di scena in semifinale, eliminata dal forte Camerun.
Qualificatasi anche per la Coppa d'Africa 2002, la Tunisia di Henri Michel fu estromessa al primo turno.
Guidata dal CT Ammar Souayah, si qualificò per il campionato del mondo 2002, dove fu eliminata al primo turno dopo due sconfitte (2-0 contro la Russia e 2-0 contro il Giappone padrone di casa) inframmezzate da un pareggio (1-1 contro il Belgio).

### L'era Lemerre e il trionfo continentale (2002-2008)
Dopo il campionato del mondo 2002 Roger Lemerre, che aveva portato la Francia alla vittoria del campionato d'Europa 2000, fu nominato CT della Tunisia. Il nuovo CT ottenne in amichevole due ottimi pareggi (entrambi per 1-1) contro Francia e Portogallo e una vittoria (2-1) contro la Svezia.
Alla Coppa d'Africa 2004 la Tunisia, paese ospitante, si presentò con l'obiettivo dichiarato di portare a casa il trofeo. Dopo aver pareggiato all'esordio contro la Guinea (1-1), vinse contro Ruanda (2-1) e RD del Congo (3-0). Ai quarti di finale ebbe la meglio sul Senegal (1-0) e in semifinale batté ai tiri di rigore la Nigeria (1-1 dopo i tempi supplementari). Il derby del Maghreb contro il Marocco, valido per la finale, arrise ai tunisini, che vinsero per 2-1 con i gol di Francileudo Santos e Ziad Jaziri. Lemerre divenne il primo commissario tecnico a laurearsi campione d'Europa e campione d'Africa. Dopo la vittoria la federcalcio cambiò il proprio logo, adottando un'aquila, in onore delle Aquile di Cartagine.

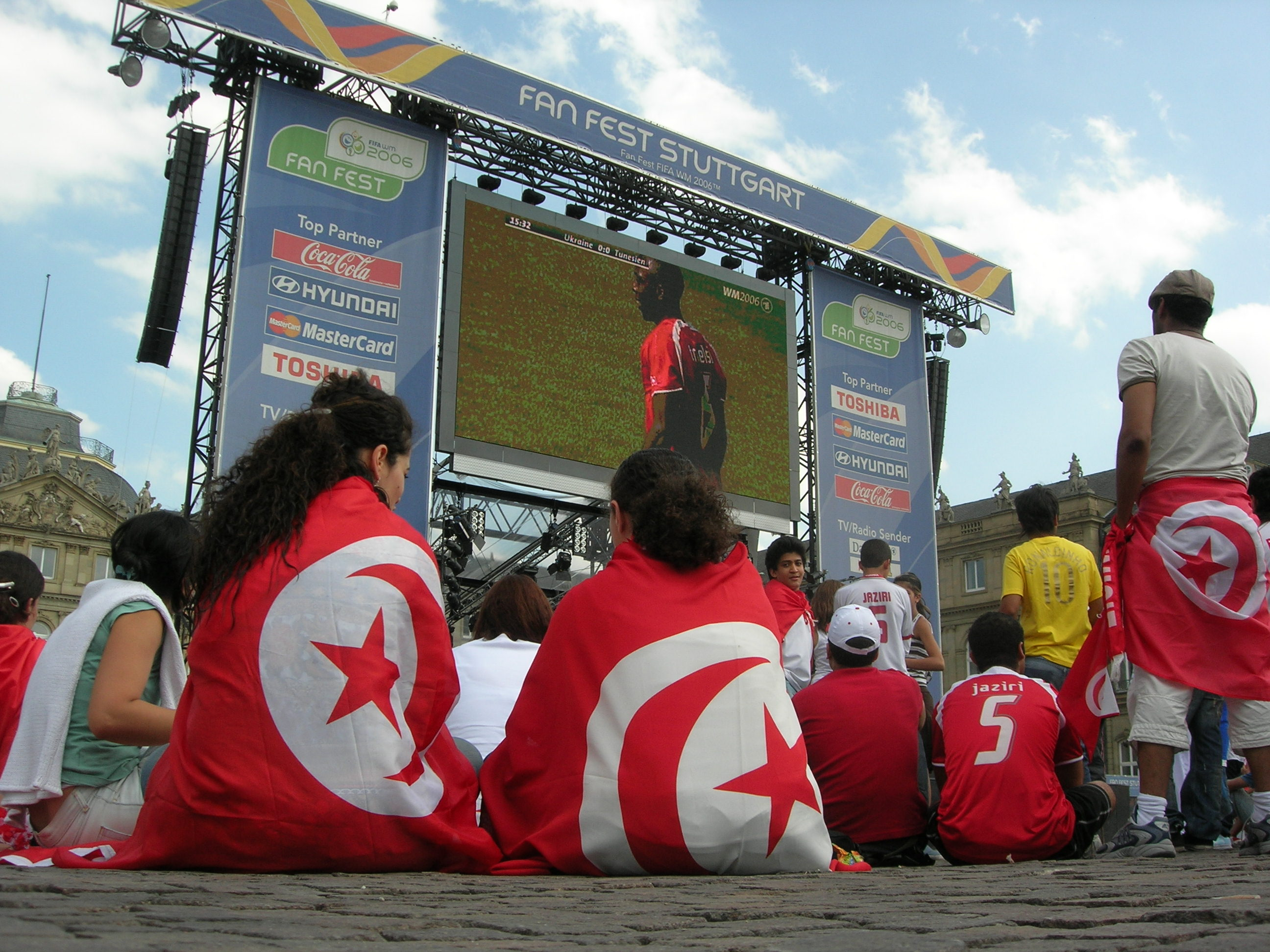
Tifosi tunisini seguono il match tra Tunisia e a

La nazionale tunisina partecipò poi alla Confederations Cup 2005, ma senza andare oltre il primo turno (fu battuta dall'Argentina e dalla Germania e sconfisse l'Australia).
Alla Coppa d'Africa 2006 la Tunisia fu eliminata ai quarti di finale dalla Nigeria.
Qualificatasi per i mondiali di Germania 2006, la Tunisia fu inserita nel girone con Spagna, Ucraina e Arabia Saudita. Ottenne un pareggio e due sconfitte per un totale di un punto, risultato che non le permise di qualificarsi agli ottavi di finale.
Alla Coppa d'Africa 2008 giunse un'altra eliminazione ai quarti di finale, stavolta contro il Camerun (3-2), dopo aver vinto il girone D con Angola, Senegal e Sudafrica.
Il 30 giugno 2008 Roger Lemerre lasciò la panchina della Tunisia. Al posto di Lemerre fu nominato CT il portoghese Humberto Coelho.
A sorpresa, la Tunisia non si qualificò per i mondiali sudafricani del 2010, in seguito alla sconfitta nell'ultima gara contro il Mozambico e alla contemporanea vittoria della Nigeria, che era sotto di due punti rispetto alle Aquile di Cartagine.

### Cambi tecnici (2010-oggi)
Il 14 novembre 2009 Coelho fu esonerato e rimpiazzato ad interim da Faouzi Benzarti in vista dell'imminente Coppa d'Africa 2010, dove la Tunisia raccolse tre pareggi contro Zambia, Gabon e Camerun e fu eliminata al primo turno.
Nel giugno 2010 assunse il ruolo di CT Bertrand Marchand, che firmò un contratto biennale.
La Tunisia si qualificò poi per la Coppa d'Africa 2012. Durante le qualificazioni, il 15 dicembre 2010, Marchand fu esonerato e sostituito da Sami Trabelsi, sotto la cui guida la squadra tunisina vinse il Campionato delle nazioni africane 2011 battendo in finale l'Angola per 3-0. Anche la Coppa d'Africa 2012 per la Tunisia terminò ai quarti di finale, contro il Ghana (2-1 dopo i tempi supplementari).
Nella Coppa d'Africa 2013 la Tunisia uscì al primo turno. Vinta la prima partita contro l'Algeria grazie ad un gol nel finale di partita (1-0), perse per 3-0 contro la Costa d'Avorio e pareggiò (1-1) contro il Togo in un match dall'arbitraggio fortemente contestato dai tunisini.
Nel febbraio 2013 a Sami Trabelsi subentrò Nabil Maâloul. Il 7 settembre 2013, a causa della sconfitta interna (0-2) contro Capo Verde, la Tunisia fallì la qualificazione al campionato del mondo 2014 e Maâloul si dimise. Il 12 settembre il giudice sportivo sovvertì il risultato del campo estromettendo Capo Verde per aver schierato in campo un giocatore squalificato e ammettendo la Tunisia al play-off contro il Camerun. La Tunisia perse il play-off e mancò l'accesso al mondiale brasiliano (0-0 in Tunisia e 4-1 in Camerun) e il nuovo CT Ruud Krol, rimasto in carica solo per le due partite contro i camerunensi, si dimise.
Nella Coppa d'Africa 2015 la Tunisia di Georges Leekens vinse il proprio girone e fu eliminata ai quarti di finale dalla Guinea Equatoriale padrona di casa (2-1 dopo i tempi supplementari) al termine di un match controverso dal punto di vista delle decisioni arbitrali.

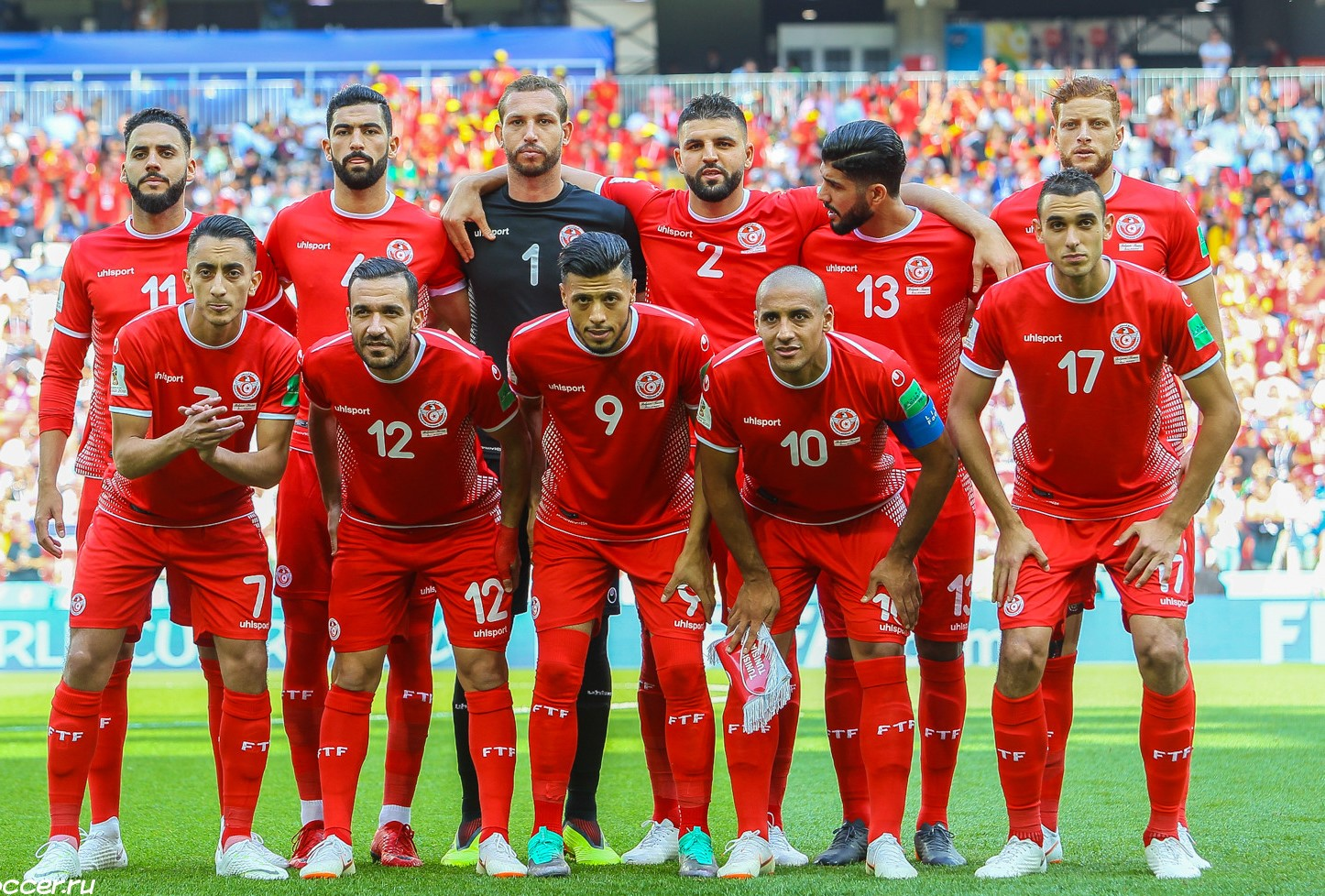
La nazionale tunisina schierata prima della gara contro il al campionato del mondo del 2018

Nel luglio 2015 sulla panchina della nazionale tunisina arrivò Henryk Kasperczak, che condusse i suoi alla qualificazione alla Coppa d'Africa 2017 con 4 vittorie, un pareggio e una sconfitta nell'apposito girone. La fase finale, disputata nel mese di gennaio in Gabon, vide i tunisini perdere all'esordio contro il Senegal (2-0), poi battere Algeria (2-1) e Zimbabwe (4-2) e qualificarsi dunque come seconda nel proprio girone, prima di capitolare ai quarti di finale contro il Burkina Faso (2-0). Kasperczak fu esonerato tre mesi più tardi.
Nel novembre 2017 il rientrante CT Nabil Maâloul guidò la Tunisia alla sua quinta qualificazione ad un mondiale con una giornata di anticipo, grazie al primo posto del girone di qualificazione a Russia 2018. In Russia la compagine tunisina si ritrovò in un difficile girone comprendente anche Belgio, Inghilterra e Panama e fu aritmeticamente eliminata dopo due sconfitte contro Inghilterra (0-1) e Belgio (2-5), ma nell'ultima partita ottiene una vittoria (2-1 in rimonta contro Panama) in una fase finale di un mondiale che mancava da Argentina 1978.
Giunta prima nel girone di qualificazione con 5 vittorie e una sconfitta, la Tunisia si qualificò alla Coppa d'Africa 2019, dove superò la fase a gruppi con 3 pareggi contro Angola (1-1), Mali (1-1) e Mauritania (0-0) e poi eliminò agli ottavi di finale il Ghana battendolo per 5-4 ai tiri di rigore (1-1 dopo 120 minuti) e ai quarti il Madagascar (3-0), tornando tra le prime quattro d'Africa dopo quindici anni. In semifinale subì l'eliminazione contro il Senegal, perdendo per 1-0 dopo i tempi supplementari, poi chiuse quarta perdendo anche la finale di consolazione con la Nigeria (1-0).
Ottenuto l’accesso alla Coppa d'Africa 2021 vincendo il proprio girone di qualificazione con 5 vittorie in 6 partite e un distacco finale di 7 punti sulla seconda, la Tunisia superò la prima fase del torneo in qualità di terza nella graduatoria delle terze classificate, avendo ottenuto una vittoria (4-0) contro la Mauritania e subito due sconfitte di misura (0-1) contro Gambia e Mali. Agli ottavi di finale eliminò la Nigeria (1-0), per poi venire eliminata ai quarti dal Burkina Faso (0-1).
La Tunisia si qualificò al campionato del mondo 2022 vincendo il proprio girone di secondo turno e battendo il Mali agli spareggi (vittoria per 1-0 in trasferta e pareggio senza reti in casa). In Qatar la squadra nordafricana pareggiò senza reti contro la Danimarca, poi fu sconfitta dall'Australia (0-1) e nell'ultima gara colse una storica quanto vana vittoria contro la Francia (1-0), venendo eliminata a causa del terzo posto finale nel girone.
Poco più di un anno dopo, nella Coppa d'Africa 2023, la Tunisia terminò sorprendentemente ultima nel girone E: perse infatti la partita iniziale per 1-0 contro la Namibia, che così colse la sua prima vittoria nella storia della competizione, e pareggiò per 1-1 contro il Mali e per 0-0 contro il Sudafrica; con soli due punti uscì in tal modo alla fase a gironi, fatto che non accadeva da undici anni e quattro edizioni del torneo.

## Colori e simboli

### Divise storiche
| 1978    | 1981–82 | 1990 | 1992–94 | 1996    | 1997 | 1998    | 2000    | 2001    | 2002    |
| 2004–06 | 2005    | 2006 | 2008–09 | 2010–11 | 2011 | 2012–13 | 2014–16 | 2016–18 | 2018–19 |
| 2019–20 | 2020–   |      |         |         |      |         |         |         |         |

| 1978    | 1992–94 | 1997 | 1998    | 2000    | 2000–01 | 2002    | 2004–06 | 2005  | 2006 |
| 2008–09 | 2010–11 | 2011 | 2012–13 | 2014–16 | 2016–18 | 2018–19 | 2019–20 | 2020– |      |

| 2016–18 | 2018 | 2019– |

## Commissari tecnici
- Rachid Turki (1956-1957)
- Hachemi Cherif (1957-1960)
- Milan Kristic (1960-1961)
- Frane Matošić (1961-1963)
- André Gérard (1963-1965)
- Mokhtar Ben Nacef (1965-1968)
- Rado Radocijic (1968-1969)
- Beogovic Sereta (1969)
- Rado Radocijic (1970)
- Hameur Hizem (1970-1974)
- André Nagy (1974-1975)
- Abdelmajid Chetali (1975-1978)
- Hameur Hizem (1978-1979)
- Ahmed Dhib (1979-1980)
- Hameur Hizem (1980-1981)
- Ryszard Kulesza (1981-1983)
- Youssef Zouaoui (1984-1986)
- Jean Vincent (1986-1987)
- Taoufik Ben Othman (1987-1988)
- Antoni Piechniczek (1988)
- Mokhtar Tlili (1988-1989)
- Antoni Piechniczek (1989)
- Mrad Moujab (1989-1993)
- Youssef Zouaoui (1993-1994)
- Faouzi Benzarti (1994)
- Henryk Kasperczak (1994-1998)
- Francesco Scoglio (1998-2001)
- Eckhard Krautzun (2001)
- Henri Michel (2001-2002)
- Ammar Souayah (2002)
- Youssef Zouaoui (2002)
- Roger Lemerre (2002-2008)
- Humberto Coelho (2008-2009)
- Faouzi Benzarti (2009-2010)
- Sami Trabelsi (2010)
- Bertrand Marchand (2010)
- Faouzi Benzarti (2011)
- Ammar Souayah (2011)
- Sami Trabelsi (2011-2013)
- Nabil Maâloul (2013)
- Ruud Krol (2013)
- Georges Leekens (2014-2015)
- Henryk Kasperczak (2015-2017)
- Nabil Maâloul (2017-2018)
- Faouzi Benzarti (2018)
- Alain Giresse (2018-2019)
- Mondher Kebaier (2019-2022)
- Jalel Kadri (2022-2024)
- Faouzi Benzarti (2024-)

## Confronti con le altre nazionali
Nota: come previsto dai regolamenti FIFA, le partite terminate ai rigori dopo i tempi supplementari sono considerate pareggi.
| Nazionale           | Giocate | Vinte | Pareggiate | Perse | Reti fatte | Reti subite | Differenza |
| ------------------- | ------- | ----- | ---------- | ----- | ---------- | ----------- | ---------- |
| Algeria             | 37      | 11    | 12         | 14    | 32         | 38          | −6         |
| Angola              | 3       | 1     | 2          | 0     | 5          | 2           | +3         |
| Argentina           | 1       | 0     | 0          | 1     | 1          | 2           | −1         |
| Australia           | 1       | 1     | 0          | 0     | 2          | 0           | +2         |
| Austria             | 1       | 0     | 1          | 0     | 0          | 0           | 0          |
| Bielorussia         | 1       | 1     | 0          | 0     | 3          | 0           | +3         |
| Belgio              | 1       | 0     | 1          | 0     | 1          | 1           | 0          |
| Benin               | 2       | 2     | 0          | 0     | 4          | 1           | +3         |
| Botswana            | 4       | 2     | 0          | 2     | 7          | 4           | +3         |
| Burkina Faso        | 2       | 0     | 1          | 1     | 1          | 2           | −1         |
| Burundi             | 2       | 2     | 0          | 0     | 3          | 1           | +2         |
| Camerun             | 3       | 1     | 0          | 2     | 3          | 4           | −1         |
| Rep. del Congo      | 2       | 2     | 0          | 0     | 8          | 1           | +7         |
| RD del Congo        | 4       | 3     | 1          | 0     | 14         | 2           | +12        |
| Costa d'Avorio      | 5       | 2     | 2          | 1     | 6          | 5           | +1         |
| Danimarca           | 1       | 0     | 0          | 1     | 1          | 2           | −1         |
| Egitto              | 3       | 1     | 1          | 1     | 2          | 2           | 0          |
| Francia             | 3       | 1     | 1          | 1     | 3          | 4           | −1         |
| Gabon               | 2       | 1     | 1          | 0     | 5          | 3           | +2         |
| Germania            | 1       | 0     | 0          | 1     | 0          | 3           | −3         |
| Ghana               | 3       | 1     | 2          | 0     | 4          | 2           | +2         |
| Guinea              | 6       | 1     | 3          | 2     | 5          | 7           | −2         |
| Italia              | 1       | 0     | 0          | 1     | 0          | 4           | −4         |
| Giappone            | 2       | 0     | 0          | 2     | 0          | 3           | −3         |
| Kenya               | 6       | 5     | 1          | 0     | 10         | 2           | +8         |
| Corea del Sud       | 1       | 0     | 1          | 0     | 0          | 0           | 0          |
| Liberia             | 1       | 1     | 0          | 0     | 7          | 2           | +5         |
| Libia               | 2       | 2     | 0          | 0     | 3          | 0           | +3         |
| Madagascar          | 2       | 2     | 0          | 0     | 3          | 0           | +3         |
| Malawi              | 2       | 1     | 1          | 0     | 9          | 2           | +7         |
| Mali                | 3       | 2     | 0          | 1     | 5          | 3           | +2         |
| Mauritius           | 2       | 1     | 1          | 0     | 2          | 0           | +2         |
| Marocco             | 7       | 1     | 4          | 2     | 6          | 8           | −2         |
| Mozambico           | 2       | 1     | 0          | 1     | 2          | 1           | +1         |
| Namibia             | 1       | 1     | 0          | 1     | 2          | 1           | +1         |
| Paesi Bassi         | 1       | 0     | 1          | 0     | 1          | 1           | 0          |
| Nigeria             | 4       | 0     | 4          | 0     | 4          | 4           | 0          |
| Norvegia            | 1       | 0     | 1          | 0     | 0          | 0           | 0          |
| Portogallo          | 1       | 0     | 1          | 0     | 1          | 1           | 0          |
| Romania             | 1       | 0     | 1          | 0     | 1          | 1           | 0          |
| Russia              | 1       | 0     | 0          | 1     | 0          | 2           | −2         |
| Ruanda              | 1       | 1     | 0          | 0     | 2          | 1           | +1         |
| Arabia Saudita      | 2       | 0     | 1          | 1     | 2          | 3           | −1         |
| Senegal             | 4       | 2     | 2          | 0     | 4          | 2           | +2         |
| Serbia              | 1       | 0     | 0          | 1     | 0          | 1           | −1         |
| Seychelles          | 4       | 4     | 0          | 0     | 14         | 0           | +14        |
| Slovenia            | 1       | 0     | 0          | 1     | 0          | 1           | −1         |
| Sudafrica           | 4       | 3     | 0          | 1     | 7          | 3           | +4         |
| Spagna              | 1       | 0     | 0          | 1     | 1          | 3           | −2         |
| Sudan               | 3       | 2     | 0          | 1     | 7          | 3           | +4         |
| Svezia              | 1       | 1     | 0          | 0     | 1          | 0           | +1         |
| Svizzera            | 1       | 0     | 1          | 0     | 1          | 1           | 0          |
| Togo                | 1       | 0     | 0          | 1     | 1          | 0           | +1         |
| Emirati Arabi Uniti | 1       | 1     | 0          | 0     | 1          | 0           | +1         |
| Ucraina             | 1       | 0     | 0          | 1     | 0          | 1           | −1         |
| Uruguay             | 1       | 0     | 1          | 0     | 0          | 0           | 0          |
| Zambia              | 4       | 2     | 1          | 1     | 6          | 3           | +3         |

## Palmarès
- Coppa d'Africa: 1

Tunisia 2004
- Coppa araba FIFA: 1

Libano 1963
- Campionato delle nazioni africane: 1

Sudan 2011

## Partecipazioni ai tornei internazionali
Legenda: Grassetto: Risultato migliore, Corsivo: Mancate partecipazioni

- 1963 - Campione
- 1964 - Non partecipante
- 1966 - Non partecipante
- 1982 - Annullata
- 1985 - Non partecipante
- 1988 - Primo turno
- 1992 - Non partecipante
- 1998 - Ritirata
- 2002 - Non partecipante
- 2009 - Annullata
- 2012 - Non partecipante
- 2021 - Secondo posto

## Statistiche dettagliate sui tornei internazionali

### Mondiali
| Anno | Luogo                    | Piazzamento      | V | N | P | Gol |
| ---- | ------------------------ | ---------------- | - | - | - | --- |
| 1930 | Uruguay                  | Non partecipante | - | - | - | -   |
| 1934 | Italia                   | Non partecipante | - | - | - | -   |
| 1938 | Francia                  | Non partecipante | - | - | - | -   |
| 1950 | Brasile                  | Non partecipante | - | - | - | -   |
| 1954 | Svizzera                 | Non partecipante | - | - | - | -   |
| 1958 | Svezia                   | Non partecipante | - | - | - | -   |
| 1962 | Cile                     | Non qualificata  | - | - | - | -   |
| 1966 | Inghilterra              | Ritirata         | - | - | - | -   |
| 1970 | Messico                  | Non qualificata  | - | - | - | -   |
| 1974 | Germania Ovest           | Non qualificata  | - | - | - | -   |
| 1978 | Argentina                | Primo turno      | 1 | 1 | 1 | 3:2 |
| 1982 | Spagna                   | Non qualificata  | - | - | - | -   |
| 1986 | Messico                  | Non qualificata  | - | - | - | -   |
| 1990 | Italia                   | Non qualificata  | - | - | - | -   |
| 1994 | Stati Uniti              | Non qualificata  | - | - | - | -   |
| 1998 | Francia                  | Primo turno      | 0 | 1 | 2 | 1:4 |
| 2002 | Corea del Sud / Giappone | Primo turno      | 0 | 1 | 2 | 1:5 |
| 2006 | Germania                 | Primo turno      | 0 | 1 | 2 | 3:6 |
| 2010 | Sudafrica                | Non qualificata  | - | - | - | -   |
| 2014 | Brasile                  | Non qualificata  | - | - | - | -   |
| 2018 | Russia                   | Primo turno      | 1 | 0 | 2 | 5:8 |
| 2022 | Qatar                    | Primo turno      | 1 | 1 | 1 | 1:1 |

### Coppa d'Africa
| Anno | Luogo                      | Piazzamento      | V | N | P | Gol  |
| ---- | -------------------------- | ---------------- | - | - | - | ---- |
| 1957 | Sudan                      | Non partecipante | - | - | - | -    |
| 1959 | Rep. Araba Unita           | Non partecipante | - | - | - | -    |
| 1962 | Impero d'Etiopia           | Terzo posto      | 1 | 0 | 1 | 5:4  |
| 1963 | Ghana                      | Primo turno      | 0 | 1 | 1 | 3:5  |
| 1965 | Tunisia                    | Secondo posto    | 1 | 1 | 1 | 6:3  |
| 1968 | Impero d'Etiopia           | Non partecipante | - | - | - | -    |
| 1970 | Sudan                      | Non partecipante | - | - | - | -    |
| 1972 | Camerun                    | Non qualificata  | - | - | - | -    |
| 1974 | Egitto                     | Non qualificata  | - | - | - | -    |
| 1976 | Etiopia                    | Non qualificata  | - | - | - | -    |
| 1978 | Ghana                      | Quarto posto     | 1 | 2 | 2 | 4:5  |
| 1980 | Nigeria                    | Non qualificata  | - | - | - | -    |
| 1982 | Libia                      | Primo turno      | 0 | 1 | 2 | 1:4  |
| 1984 | Costa d'Avorio             | Non qualificata  | - | - | - | -    |
| 1986 | Egitto                     | Non qualificata  | - | - | - | -    |
| 1988 | Marocco                    | Non qualificata  | - | - | - | -    |
| 1990 | Algeria                    | Non qualificata  | - | - | - | -    |
| 1992 | Senegal                    | Non qualificata  | - | - | - | -    |
| 1994 | Tunisia                    | Primo turno      | 0 | 1 | 1 | 1:3  |
| 1996 | Sudafrica                  | Secondo posto    | 2 | 2 | 2 | 10:9 |
| 1998 | Burkina Faso               | Quarti di finale | 2 | 1 | 1 | 6:5  |
| 2000 | Ghana / Nigeria            | Quarto posto     | 2 | 2 | 2 | 9:7  |
| 2002 | Mali                       | Primo turno      | 0 | 2 | 1 | 0:1  |
| 2004 | Tunisia                    | Campione         | 4 | 2 | 0 | 10:4 |
| 2006 | Egitto                     | Quarti di finale | 2 | 1 | 1 | 7:5  |
| 2008 | Ghana                      | Quarti di finale | 1 | 2 | 1 | 7:6  |
| 2010 | Angola                     | Primo turno      | 0 | 3 | 0 | 3:3  |
| 2012 | Gabon / Guinea Equatoriale | Quarti di finale | 2 | 0 | 2 | 5:5  |
| 2013 | Sudafrica                  | Primo turno      | 1 | 1 | 1 | 2:4  |
| 2015 | Guinea Equatoriale         | Quarti di finale | 1 | 2 | 1 | 5:5  |
| 2017 | Gabon                      | Quarti di finale | 2 | 0 | 2 | 6:7  |
| 2019 | Egitto                     | Quarto posto     | 1 | 4 | 2 | 6:5  |
| 2021 | Camerun                    | Quarti di finale | 2 | 0 | 3 | 5:3  |
| 2023 | Costa d'Avorio             | Primo turno      | 0 | 2 | 1 | 1:2  |

### Confederations Cup
| Anno | Luogo                    | Piazzamento     | V | N | P | Gol |
| ---- | ------------------------ | --------------- | - | - | - | --- |
| 1992 | Arabia Saudita           | Non qualificata | - | - | - | -   |
| 1995 | Arabia Saudita           | Non qualificata | - | - | - | -   |
| 1997 | Arabia Saudita           | Non qualificata | - | - | - | -   |
| 1999 | Messico                  | Non qualificata | - | - | - | -   |
| 2001 | Corea del Sud / Giappone | Non qualificata | - | - | - | -   |
| 2003 | Francia                  | Non qualificata | - | - | - | -   |
| 2005 | Germania                 | Primo turno     | 1 | 0 | 2 | 3:5 |
| 2009 | Sudafrica                | Non qualificata | - | - | - | -   |
| 2013 | Brasile                  | Non qualificata | - | - | - | -   |
| 2017 | Russia                   | Non qualificata | - | - | - | -   |

## Tutte le rose

### Mondiali
Coppa del Mondo FIFA 19781 Sassi, 2 Dhouieb, 3 Kaabi, 4 Gasmi, 5 M. Labidi, 6 Gommidh, 7 Lahzami, 8 Ben Rehaiem, 9 Akid, 10 Dhiab, 11 A. Ben Aziza, 12 K. Labidi, 13 Liman, 14 Karoui, 15 Ben Mouza, 16 Chehaibi, 17 El Louze, 18 Chebli, 19 Hasni, 20 Jebali, 21 L. Ben Aziza, 22 Naili, CT: Chetali
Coppa del Mondo FIFA 19981 El Ouaer, 2 Ben Younes, 3 S. Trabelsi, 4 Boukadida, 5 H. Trabelsi, 6 Chouchane, 7 Thabet, 8 Baya, 9 Jelassi, 10 Ghodhbane, 11 Sellimi, 12 Melki, 13 Bouazizi, 14 Chihi, 15 Souayah, 16 Salhi, 17 Clayton, 18 Ben Slimane, 19 Ben Ahmed, 20 Jaballah, 21 Badra, 22 Boumnijel, CT: Kasperczak (Selmi)
Coppa del Mondo FIFA 20021 Boumnijel, 2 Badra, 3 Baya, 4 Mkacher, 5 Jaziri, 6 Trabelsi, 7 Mhadhebi, 8 Gabsi, 9 Jelassi, 10 Ghodhbane, 11 Sellimi, 12 Bouzaiene, 13 Bouazizi, 14 Marzouki, 15 Jaïdi, 16 Bejaoui, 17 Thabet, 18 Ben Achour, 19 Mkademi, 20 Zitouni, 21 Melki, 22 Jaouachi, 23 Clayton, CT: Souayah
Coppa del Mondo FIFA 20061 Boumnijel, 2 Essediri, 3 Haggui, 4 Yahia, 5 Jaziri, 6 Trabelsi, 7 Guemamdia, 8 Nafti, 9 Chikhaoui, 10 Ghodhbane, 11 Santos, 12 Mnari, 13 Bouazizi, 14 Chedli, 15 Jaïdi, 16 Nefzi, 17 Ben Saada, 18 Jemmali, 19 Ayari, 20 Namouchi, 21 Saidi, 22 Kasraoui, 23 Melliti, CT: Lemerre
Coppa del Mondo FIFA 20181 Ben Mustapha, 2 S. Ben Youssef, 3 Benalouane, 4 Meriah, 5 Haddadi, 6 Bedoui, 7 Khaoui, 8 F. Ben Youssef, 9 Badri, 10 Khazri, 11 Bronn, 12 A. Maâloul, 13 Sassi, 14 Ben Amor, 15 Khalil, 16 Mathlouthi, 17 Skhiri, 18 Srarfi, 19 Khalifa, 20 Chaalali, 21 Nagguez, 22 Hassen, 23 Sliti, CT: N. Maâloul
Coppa del Mondo FIFA 20221 Mathlouthi, 2 Ifa, 3 Talbi, 4 Meriah, 5 Ghandri, 6 Bronn, 7 Msakni, 8 Mejbri, 9 Jebali, 10 Khazri, 11 Yassine Khenissi, 12 Maâloul, 13 Sassi, 14 Laïdouni, 15 Ben Romdhane, 16 Dahmen, 17 Skhiri, 18 Chaalali, 19 Jaziri, 20 Dräger, 21 Kechrida, 22 Ben Saïd, 23 Sliti, 24 Abdi, 25 Ben Slimane, 26 Hassen, CT: Kadri

### Coppa d'Africa
Coppa d'Africa 19941 Boumnijel, 2 Mahjoubi, 3 Mizouri, 4 Boukadida, 5 Thabet, 6 Ben Sassi, 7 Trabelsi, 8 S. Sellimi, 9 Hichri, 10 Souayah, 11 A. Sellimi, 12 Tlemçani, 13 Okbi, 14 Berkhissa, 15 Bouzaiene, 16 El Ouaer, 17 Gharbi, 18 Chihi, 19 Rouissi, 20 Hamrouni, 21 Limam, 22 Salhi, CT: Zouaoui (Benzarti)
Coppa d'Africa 19961 El Ouaer, 2 Ben Younes, 3 S. Trabelsi, 4 Boukadida, 5 Berkhissa, 6 Chouchane, 7 Sahbani, 8 Baya, 9 Limam, 10 Ghodhbane, 11 Sellimi, 12 Hanini, 13 Bouazizi, 14 Aloui, 15 A. Trabelsi, 16 Zitouni, 17 Fekih, 18 Ben Slimane, 19 Ben Hassen, 20 Jaballah, 21 Badra, 22 Bejaoui, CT: Kasperczak
Coppa d'Africa 19981 Khabir, 2 Badra, 3 Trabelsi, 4 Hichri, 5 Mkacher, 6 Chouchane, 7 Rouissi, 8 Baya, 9 Jelassi, 10 Ghodhbane, 11 Sahbani, 12 Fekih, 13 Bouazizi, 14 Chihi, 15 Zdiri, 16 Salhi, 17 Thabet, 18 Ben Slimane, 19 Gabsi, 20 Jaballah, 21 Tlemçani, 22 Boumnijel, CT: Kasperczak
Coppa d'Africa 20001 El Ouaer, 2 Badra, 3 S. Trabelsi, 4 Boukadida, 5 H. Trabelsi, 6 Mogaadi, 7 Mhadhebi, 8 Baya, 9 Zitouni, 10 Ghodhbane, 11 Sellimi, 12 Bouzaiene, 13 Bouazizi, 14 Chihi, 15 Jaïdi, 16 Salhi, 17 Thabet, 18 Kanzari, 19 Gabsi, 20 Jaziri, 21 Azaiez, 22 Bedoui, CT: Scoglio
Coppa d'Africa 20021 El Ouaer, 2 Badra, 3 Baya, 4 Boukadida, 5 Nafti, 6 Trabelsi, 7 Mhadhebi, 8 Gabsi, 9 Zabi, 10 Ghodhbane, 11 Boujelbene, 12 Bouzaiene, 13 Bouazizi, 14 Marzouki, 15 Jaïdi, 16 Bejaoui, 17 Azaiez, 18 Ben Achour, 19 Mkademi, 20 Melki, 21 Dâassi, 22 Jaouachi, CT: Michel
Coppa d'Africa 20041 Boumnijel, 2 Badra, 3 Haggui, 4 Yahia, 5 Jaziri, 6 Trabelsi, 7 Mhadhebi, 8 Nafti, 9 Braham, 10 Ghodhbane, 11 Santos, 12 Mnari, 13 Bouazizi, 14 Chedli, 15 Jaïdi, 16 Fadhel, 17 Jedidi, 18 Ben Achour, 19 Ayari, 20 Clayton, 21 Saidi, 22 Azaiez, CT: Lemerre
Coppa d'Africa 20061 Boumnijel, 2 Merdassi, 3 Haggui, 4 Melliti, 5 Jaziri, 6 Trabelsi, 7 Ben Saada, 8 Namouchi, 9 Guemamdia, 10 Ghodhbane, 11 Santos, 12 Mnari, 13 Bouazizi, 14 Chedli, 15 Jaïdi, 16 Fadhel, 17 Jemâa, 18 Ben Achour, 19 Ayari, 20 Clayton, 21 Hadj Massaoued, 22 Kasraoui, 23 Ltaïef, CT: Lemerre
Coppa d'Africa 20081 Kasraoui, 2 Ghezal, 3 Haggui, 4 Abdi, 5 El Bekri, 6 Felhi, 7 Ben Saada, 8 Nafti, 9 Chikhaoui, 10 Zaïem, 11 Santos, 12 Mnari, 13 Ben Frej, 14 Zouaghi, 15 Jaïdi, 16 Mathlouthi, 17 Jemâa, 18 Mikari, 19 Meriah, 20 Ben Dhifallah, 21 Traoui, 22 Nefzi, 23 Chermiti, CT: Lemerre
Coppa d'Africa 20101 Nefzi, 2 Souissi, 3 Haggui, 4 Felhi, 5 Jemal, 6 Ragued, 7 Ben Saada, 8 Korbi, 9 Chermiti, 10 Darragi, 11 Ben Radhia, 12 Chemmam, 13 Hammami, 14 Mrabet, 15 Dhaouadi, 16 Mathlouthi, 17 Jemâa, 18 Mikari, 19 Msakni, 20 Ali Nafkha, 21 Ifa, 22 Ben Mustapha, 23 Akaïchi, CT: Benzarti
Coppa d'Africa 20121 Ben Cherifia, 2 Ifa, 3 Haggui, 4 Chedli, 5 Jemal, 6 Ragued, 7 Msakni, 8 Korbi, 9 Chikhaoui, 10 Darragi, 11 Allagui, 12 Chemmam, 13 Ben Yahia, 14 Traoui, 15 Dhaouadi, 16 Mathlouthi, 17 Jemâa, 18 Boussaïdi, 19 Khalifa, 20 Abdennour, 21 Saihi, 22 Jridi, 23 Chermiti, CT: Trabelsi
Coppa d'Africa 20131 Ben Mustapha, 2 Ifa, 3 Hichri, 4 Baratli, 5 C. Dhaouadi, 6 Gharbi, 7 Msakni, 8 Hammami, 9 Harbaoui, 10 Darragi, 11 Ben Youssef, 12 Chemmam, 13 Ben Yahia, 14 Traoui, 15 Z. Dhaouadi, 16 Mathlouthi, 17 Jemâa, 18 Boussaïdi, 19 Khalifa, 20 Abdennour, 21 Mouelhi, 22 Ben Cherifia, 23 Khazri, CT: Trabelsi
Coppa d'Africa 20151 Ben Mustapha, 2 Ben Youssef, 3 Abdennour, 4 Mohsni, 5 Bedoui, 6 Ragued, 7 Msakni, 8 Rjaïbi, 9 Chikhaoui, 10 Younés, 11 Chermiti, 12 Maâloul, 13 Sassi, 14 Nater, 15 Moncer, 16 A. Mathlouthi, 17 H. Mathlouthi, 18 Khazri, 19 Akaïchi, 20 Yacoubi, 21 Saihi, 22 Ben Cherifia, 23 Ben Djemia, CT: Leekens
Coppa d'Africa 20171 Jridi, 2 Ben Youssef, 3 Abdennour, 4 Boughattas, 5 Kchouk, 6 Dhaouadi, 7 Msakni, 8 Lahmar, 9 Akaïchi, 10 Khazri, 11 Khenissi, 12 Maâloul, 13 Sassi, 14 Ben Amor, 15 Azouni, 16 A. Mathlouthi, 17 H. Mathlouthi, 18 Khalil, 19 Khalifa, 20 Yacoubi, 21 Nagguez, 22 Ben Cherifia, 23 Sliti, CT: Kasperczak
Coppa d'Africa 20191 Ben Mustapha, 2 Kechrida, 3 Bronn, 4 Meriah, 5 Haddadi, 6 Bedoui, 7 Msakni, 8 Cahouat, 9 Badri, 10 Khazri, 11 Khenissi, 12 Aouadhi, 13 Sassi, 14 Dräger, 15 Lamti, 16 Hassen, 17 Skhiri, 18 Srarfi, 19 Ben Mohamed, 20 Chaalali, 21 Hnid, 22 Ben Cherifia, 23 Sliti, CT: Giresse
Coppa d'Africa 20211 Ben Mustapha, 2 Ifa, 3 Talbi, 4 Rekik, 5 Haddadi, 6 Bronn, 7 Msakni, 8 Khaoui, 9 Touzghar, 10 Khazri, 11 Jaziri, 12 Maâloul, 13 Abdi, 14 Mejbri, 15 Ben Romdhane, 16 Dahmen, 17 Skhiri, 18 Chaalali, 19 Rafia, 20 Dräger, 21 Mathlouthi, 22 Ben Saïd, 23 Sliti, 24 Ben Hamida, 25 Ben Slimane, 26 Jemal, 27 Jebali, 28 Laïdouni, CT: Kebaier
Coppa d'Africa 20231 Hassen, 2 Abdi, 3 Talbi, 4 Meriah, 5 Ben Romdhane, 6 Tka, 7 Msakni, 8 Rafia, 9 Jouini, 10 Ben Slimane, 11 Yassine Khenissi, 12 Maâloul, 13 Jelassi, 14 Laïdouni, 15 Haddadi, 16 Dahmen, 17 Skhiri, 18 Ltaief, 19 Srarfi, 20 Valery, 21 Kechrida, 22 Ben Saïd, 23 Sliti, 24 Jaziri, 25 Mahmoud, 26 Ghram, 27 Achouri, CT: Kadri

### Confederations Cup
FIFA Confederations Cup 20051 Boumnijel, 2 Saidi, 3 Essediri, 4 Abdi, 5 Jaziri, 6 Trabelsi, 7 Mhadhebi, 8 Nafti, 9 Guemamdia, 10 Ghodhbane, 11 Santos, 12 Mnari, 13 Namouchi, 14 Chedli, 15 Jaïdi, 16 Fadhel, 17 Ben Saada, 18 Ben Achour, 19 Ayari, 20 Clayton, 21 Jemâa, 22 Kasraoui, 23 Hadj Massaoued, CT: Lemerre

### Giochi olimpici
NOTA: per le informazioni sulle rose successive al 1948 visionare la pagina della Nazionale olimpica.

## Rosa attuale
Lista dei giocatori convocati per le gare di qualificazione alla Coppa delle nazioni africane 2025 dell'11 e 15 ottobre 2024.
Statistiche aggiornate al termine della seconda gara.
|  | P | Bechir Ben Saïd          | 29 novembre 1994  | 21  | -5 | Espérance             |  |  |
|  | P | Amanallah Memmiche       | 20 aprile 2004    | 4   | -3 | Espérance             |  |  |
|  | P | Sabri Ben Hessen         | 13 giugno 1996    | 0   | 0  | Sfaxien               |  |  |
|  |   |                          |                   |     |    |                       |  |  |
|  | D | Yassine Meriah           | 2 luglio 1993     | 85  | 5  | Espérance             |  |  |
|  | D | Montassar Talbi          | 26 maggio 1998    | 46  | 2  | Lorient               |  |  |
|  | D | Wajdi Kechrida           | 2 novembre 1995   | 38  | 0  | Al-Gharafa            |  |  |
|  | D | Nader Ghandri            | 18 febbraio 1995  | 17  | 0  | Achmat Groznyj        |  |  |
|  | D | Mohamed Amine Ben Hamida | 15 dicembre 1995  | 8   | 0  | Espérance             |  |  |
|  | D | Raed Bouchniba           | 25 settembre 2003 | 4   | 0  | Espérance             |  |  |
|  | D | Alaa Ghram               | 24 luglio 2001    | 3   | 0  | Šachtar               |  |  |
|  | D | Houssem Ben Ali          | 10 giugno 1996    | 0   | 0  | Étoile du Sahel       |  |  |
|  |   |                          |                   |     |    |                       |  |  |
|  | C | Ferjani Sassi            | 18 marzo 1992     | 84  | 7  | Al-Gharafa            |  |  |
|  | C | Ellyes Skhiri            | 10 maggio 1995    | 69  | 3  | Eintracht Francoforte |  |  |
|  | C | Aïssa Laïdouni           | 13 dicembre 1996  | 50  | 2  | Al-Wakrah             |  |  |
|  | C | Mohamed Ali Ben Romdhane | 6 settembre 1999  | 43  | 3  | Ferencváros           |  |  |
|  | C | Hamza Rafia              | 22 aprile 1999    | 36  | 3  | Lecce                 |  |  |
|  | C | Hannibal Mejbri          | 21 gennaio 2003   | 29  | 0  | Burnley               |  |  |
|  | C | Houssem Tka              | 16 agosto 2000    | 1   | 0  | Espérance             |  |  |
|  |   |                          |                   |     |    |                       |  |  |
|  | A | Youssef Msakni           | 28 ottobre 1990   | 104 | 23 | Al-Arabi              |  |  |
|  | A | Seifeddine Jaziri        | 12 febbraio 1993  | 37  | 10 | Zamalek               |  |  |
|  | A | Bilel Mejri              | 6 febbraio 1996   | 4   | 0  | Stade Tunisien        |  |  |
|  | A | Bilel Aït Malek          | 19 agosto 1996    | 2   | 0  | Club Africain         |  |  |
|  | A | Anas Haj Mohamed         | 26 marzo 2005     | 2   | 0  | Parma                 |  |  |
|  | A | Chiheb Jebali            | 26 maggio 1996    | 0   | 0  | Monastir              |  |  |

## Record individuali
Dati aggiornati al 25 marzo 2025.
- I giocatori in grassetto sono ancora in attività con la maglia della nazionale.

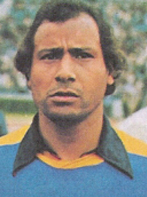
Sadok Sassi, primatista di presenze con la nazionale tunisina di calcio (116 partite giocate).

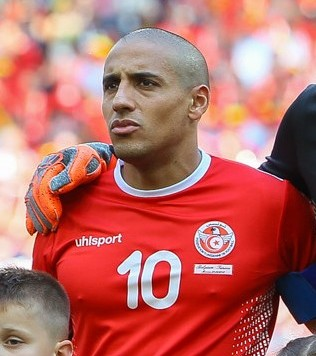
Wahbi Khazri, miglior marcatore tra i nazionali tunisini tuttora in attività con 14 gol.

### Classifica presenze
| Pos. | Giocatore        | Presenze | Reti | Periodo   |
| ---- | ---------------- | -------- | ---- | --------- |
| 1    | Sadok Sassi      | 116      | 0    | 1964-1978 |
| 2    | Radhi Jaïdi      | 105      | 7    | 1996-2009 |
| 3    | Youssef Msakni   | 104      | 23   | 2010-     |
| 4    | Chokri El Ouaer  | 97       | 0    | 1990-2002 |
| 5    | Khaled Badra     | 96       | 10   | 1995-2006 |
| 6    | Khaled Ben Yahia | 95       | 5    | 1979-1993 |
| 6    | Kaies Ghodhbane  | 95       | 6    | 1995-2006 |
| 8    | Riadh Bouazizi   | 92       | 3    | 1995-2006 |
| 9    | Ali Maâloul      | 90       | 3    | 2013-     |
| 10   | Tarak Dhiab      | 89       | 12   | 1974-1990 |

### Classifica reti
| Pos. | Giocatore            | Reti | Presenze | Periodo   |
| ---- | -------------------- | ---- | -------- | --------- |
| 1    | Issam Jemâa          | 36   | 84       | 2005-2014 |
| 2    | Wahbi Khazri         | 25   | 74       | 2013-2022 |
| 3    | Youssef Msakni       | 23   | 104      | 2010-     |
| 4    | Francileudo Santos   | 21   | 41       | 2004-2008 |
| 5    | Adel Sellimi         | 20   | 80       | 1990-2002 |
| 6    | Faouzi Rouissi       | 18   | 42       | 1989-2001 |
| 7    | Zoubeir Baya         | 17   | 83       | 1994-2002 |
| 7    | Mohamed Ali Mahjoubi | 17   | 86       | 1985-1995 |
| 9    | Mohamed Salah Jedidi | 15   | 32       | 1962-1965 |
| 10   | Naïm Sliti           | 14   | 79       | 2016-     |
| 10   | Zied Jaziri          | 14   | 63       | 1999-2007 |
| 10   | Hassan Gabsi         | 14   | 50       | 1997-2002 |
| 10   | Mohieddine Habita    | 14   | 25       | 1972-1980 |